# 26 Korpus Armijny (ZSRR)
26 Korpus Armijny (ros. 26-й армейский корпус) – wyższy związek taktyczny Armii Radzieckiej z okresu zimnej wojny.

## Struktura organizacyjna
W 1989
- dowództwo
- 69 Dywizja Zmechanizowana[a]
- 77 Dywizja Zmechanizowana[b]
- 55 Brygada Zaopatrzenia
- 14 pułk inżynieryjny
- 29 pułk inżynieryjny
- 258 pułk śmigłowców bojowych